# 肉叶荚蒾
肉叶荚蒾（学名：Viburnum chingii var. carnosulum）为忍冬科荚蒾属下的一个变种。